# Острова Петра
Острова́ Петра́ — группа островов в море Лаптевых у северо-восточных берегов полуострова Таймыр (берега Прончищева) между бухтой Прончищевой и заливом Фаддея. Общая площадь островов около 300 км². Относятся к территории Красноярского края. Острова открыл Василий Прончищев в 1736 году.
Крупнейший остров архипелага — Северный (Пётр-Северный) площадью около 175 км². Он находится очень близко от восточного побережья Таймыра и отделён от него узким проливом (в самом узком месте только 1,2 километра).
Южный (Пётр-Южный) значительно меньше, чем Северный и расположен в 9 километрах на юго-восток и несколько дальше от побережья материка.
К островам Петра относятся также острова: Дождевой, Встреч, Клешня, Серпастый, Волноломный, Многомысный, Безымянный, Андрея, Кошка, Голая Коса.
Климат островов арктический. Море вокруг островов большую часть года покрыто льдом, иногда в летний период вблизи островов дрейфует паковый лёд. Благодаря этому животные с материка посещают остров.
Расположены на Северном морском пути.